# 더 히말라야 드러그 컴퍼니
더 히말라야 드러그 컴퍼니(영어: The Himalaya Drug Company)은 인도의 의학 기업이다. 아유르베다 성분을 포함한 제품은 히말라야 허벌 헬스케어(Himalaya Herbal Healthcare)라는 이름으로 건강 제품을 생산하고 있다. 인도, 미국, 중동, 아시아 및 유럽 지역에 널리 퍼져 있으며, 제품은 전세계 92개국에서 판매되고 있다.